# 카론 (웹 브라우저)
카론(Charon)은 인페르노 운영체제를 위한 웹 브라우저로, 자바스크립트, HTTPS, FTP의 기본적 지원이 포함된 단순한 그래픽 브라우저이다.
카론은 인페르노 운영 체제의 단종된 웹 브라우저이다. 자바스크립트는 제한적으로 지원했지만 CSS는 지원하지 않았다.
원래 인페르를 위해 림보의 하워드 트리키(Howard Trickey)가 개발했다. wm 창 관리자에서 실행되지만 드로우 디바이스에서 직접 실행할 수도 있다. acme 독립 실행형 프로젝트의 일부로서 카론은 acme 내에서 실행되는 클라이언트로 구현되었다.